# Droit électoral (nouvelle)
Droit électoral (titre original : Franchise) est une nouvelle de science-fiction d'Isaac Asimov, publiée pour la première fois en 1955. Elle a pour cadre l'élection américaine de 2008, où les élections seraient remplacées par la décision d'une machine centrale, nécessitant l'avis d'un humain seulement afin de modéliser correctement la complexité de la nature humaine. Cette nouvelle sort trois ans seulement après l'élection présidentielle américaine de 1952, au cours de laquelle Eisenhower remporte la victoire en partie grâce à une série de spots publicitaires dont les sujets correspondent aux résultats d'un sondage organisé pour l'occasion. 

## Publications
La nouvelle paraît aux États-Unis en août 1955, dans le magazine If.
Cette nouvelle a connu quatre traductions en français :
- Droit électoral par Denise Hersant lors de sa première publication dans l'anthologie Histoires de demain en 1975 ;
- Devoir civique par Michel Deutsch dans le recueil Espace vital en 1976 ;
- Le Votant par France-Marie Watkins dans le recueil Le Robot qui rêvait en 1988 ;
- A voté par Denise Hersant aux éditions du Passager Clandestin en 2016.

## Résumé
En 2008, le résultat des élections aux États-Unis est déterminé par Multivac, nom inspiré par l'UNIVAC I, le premier ordinateur commercial produit aux États-Unis. Cet ordinateur géant prend en compte des milliers de paramètres pour estimer la tendance de l'opinion. Le vote lui-même n'est plus requis que pour un seul citoyen, choisi par Multivac et qui répond à un questionnaire pour compléter les calculs. Multivac choisit ensuite les élus aux différents postes, des conseils municipaux à la Maison-Blanche. Au bout de plusieurs décennies, les gens se sont habitués à ce procédé, et n'imaginent même plus qu'ils pourraient s'exprimer.
La partie excitante de ce processus est de deviner qui sera le votant. L'histoire suit donc les réactions d'une famille moyenne à mesure que Multivac annonce qu'il a choisi leur État, puis leur ville, puis leur quartier - et enfin leur chef de famille - comme échantillon électoral. C'est ainsi que Norman Muller, simple employé de magasin, se retrouve à "choisir" le président, sous la surveillance d'une armée de policiers, agents fédéraux et savants. D'abord réticent (ne va-t-on pas le blâmer si Multivac élit un incapable?), il est ensuite très fier de sa participation.
L'histoire s'achève sur une note ironique : à travers lui, les citoyens des États-Unis ont « une fois de plus exercé leur libre et inaliénable droit de vote. »